# Nicolas Lebel
Nicolas Lebel, född 18 augusti 1838, död 6 juni 1891, var en fransk överste och vapenkonstruktör.
Lebel konstruerade geväret Lebel Modell 1886 som 1886 antogs som standardvapen i franska armén.